# Orcya orcynia
Orcya orcynia är en fjärilsart som beskrevs av William Chapman Hewitson 1868. Orcya orcynia ingår i släktet Orcya och familjen juvelvingar. Inga underarter finns listade i Catalogue of Life.